# 苏州御窑金砖博物馆
苏州御窑金砖博物馆（英語：Suzhou Museum of Imperial Kiln Brick）是一座位于苏州的砖窑博物馆。

## 历史
2013年11月开工建设，2016年5月18日建成开馆，由刘家琨设计建造，馆名由余秋雨题写。主要由主馆和遗址园构成，有三个展厅，占地面积38,875平方米，建筑面积15,087平方米。明清时期，陆慕御窑村曾经为故宫、颐和园烧制金砖，现存御窑遗址。

## 荣誉
2019年3月19日被评选为国家4A级旅游景区。

## 营业时间
- 周一至周日：上午九点至下午五点

## 交通
- 苏州轨道交通4号线孙武纪念园站